# Ana Tatisjvili
Ana Tatisjvili (georgiska: ანა ტატიშვილი, även Anna Tatisjvili) född 3 februari 1990 i Tbilisi, Georgiska SSR, idag Georgien, är en georgisk tennisspelare. Hennes högsta WTA-singelranking är 69, vilket hon nådde i maj 2012. Hennes bästa ranking i dubbel är 107, från den 12 april 2010. År 2011 vann Tatisjvili sin högst rankade ITF-tävling, då hon vann International Country Cuneo 2011.
Tatisjvili deltog i olympiska sommarspelen 2012 för Georgien.